# The Strange Unknown
The Strange Unknown è un cortometraggio muto del 1915 scritto e diretto da Wilbert Melville.

## Produzione
Il film fu prodotto dalla Lubin Manufacturing Company.

## Distribuzione
Distribuito dalla General Film Company, il film - un cortometraggio in tre bobine - uscì nelle sale USA il 28 ottobre 1915.